# Нелл Сковелл
Гелен Вівіан «Нелл» Сковелл (англ. Helen Vivian "Nell" Scovell, 8 листопада 1960) — американська авторка текстів для телебачення і журналів та продюсерка. Вона є творцем телевізійного серіалу «Сабріна — юна відьма», який транслювався на каналах ABC і The WB з 1996 по 2003 рік, і співавторка книжки Lean In разом з Шерил Сандберг.

## Раннє життя та освіта
Нелл Сковелл, середня з п'яти дітей, виросла поблизу Ньютона, штат Массачусетс у єврейській родині. Її батько, Мелвін Е. Сковелл, є головою правління Scovell & Schwager, компанії з управління охороною здоров'я в Бостоні. У середній школі Newton South High School вона була менеджером хлопчачої команди з легкої атлетики. Сковелл навчалася в Гарвардському університеті, де проводила свій час за репортажами та редагуванням спортивних текстів для The Harvard Crimson. На старшому курсі Гарварду вона писала для спортивного відділу Boston Globe. Вона з відзнакою закінчила Гарвардський університет у 1982 році.

## Кар'єра
Після закінчення навчання Сковелл переїхала до Нью-Йорка і в 1986 році стала першим штатним письменником журналу Spy. Тіна Браун найняла її для роботи в журналі Vanity Fair, для якого вона створювала химерні ілюстрації про гроші та культуру. Пізніше Сковелл зіткнулася зі старим редактором Spy, який порекомендував їй писати для телебачення.
Сковелл написала пробний сценарій для It's Garry Shandling's Show, який згодом придбали. Після роботи редактором останнього сезону серіалу Newhart, вона працювала на шоу Late Night with David Letterman.
Як телевізійнийа сценаристка, Сковелл написала епізод другого сезону Сімпсонів, «Одна риба, дві риби, риба-їжак, блакитна риба», а також епізод «Шкода — не шкода» 32-го сезону. Вона була однією з перших жінок, які написали епізод Сімпсонів. Серед інших програм, для яких вона писала, The Wilton North Report, Coach, Monk, Murphy Brown, Charmed, Newhart, The Critic, NCIS та багато інших. Вона також написала епізод другого сезону серіалу Space Ghost Coast to Coast, «Поклик».
Сковелл виступила режисеркою двох телевізійних фільмів: «Hayley Wagner, Star» для Showtime та «It Was One of Us» для Lifetime.
Крім телебачення, Сковелл писала для журналів, і окрім Vanity Fair це були також Vogue, Rolling Stone, Self, Tatler і The New York Times Magazine. Зараз вона веде блог на вебсайті Vanity Fair.
У 2019 році Сковелл приєдналася до інших членів Гільдії сценаристів Америки у звільненні своїх агентів, коли Гільдія виступила про Асоціації агентів талантів і їхньої практики «пакування» — комплектування команди на телепроєкт з тих, кого вони презентують, не даючи іншим агенціями запропонувати свої кандидатури.

## Книжки
Сковелл є співавторкою книжки Шерил Сендберг 2013 року Lean In.
У 2018 році вийшла книжка Сковелл Just the Funny Parts: ... And a Few Hard Truths About Sneaking into the Hollywood Boys' Club («Тільки смішні деталі …і кілька важких правд про проникнення в клуб голлівудських хлопчиків») із передмовою Шерил Сендберг.

## Особисте життя
Сковелла недовгий час була у шлюбі з Томом Тішем, а зараз одружена з Коліном Саммерсом, архітектором. Мають двох синів.
В інтерв'ю для The AV Club комік і фокусник Пенн Джілетт назвав її «однією із найсмішніших нині живих людей».